# 김영복 (군인)
김영복(金永福)은 조선민주주의인민공화국의 군인 겸 정치인이다. 조선인민군 상장 겸 당중앙위원회 위원이다.

## 경력
조선인민군 중장 제11군단 군단장으로 2016년 5월, 조선로동당 제7차 대회에서 조선로동당 중앙위원회 후보위원에 임명되었다. 2017년 4월 중장에서 상장으로 승진하였고, 제11군단장에서 특수작전군 사령관으로 임명되었다. 2019년 3월 10일에 실시된 최고인민회의 제14기 대의원 선거에서 대의원으로 재선되었다. 2020년 10월 10일 개최된 조선로동당 창건 75주년 경축열병식에서는 특수작전군 열병종대를 이끌고 행진했다. 
2024년에는 부참모장으로 진급하였으며, 동년 10월 27일에는 러시아 파병 북한군 부대의 총책임자로 러시아에 입국하였다고 알려졌다.

## 최고인민회의 대의원
2014년 3월 최고인민회의 제13기 7선거구의 대의원을 지냈다.

## 기타
2018년 8월 김영춘 사망 당시에 국가장의위원회 위원을 맡았다.